# Uromunna deodata
Uromunna deodata là một loài chân đều trong họ Munnidae. Loài này được Mueller miêu tả khoa học năm 1993.